# Красностав (зупинний пункт)
Красноста́в — пасажирський залізничний зупинний пункт Коростенської дирекції Південно-Західної залізниці розташований на одноколійній, неелектрифікованій лінії Коростень — Олевськ.
Розташований біля села Красностав Лугинського району Житомирської області між станціями Лугини (5 км) та Білокоровичі (20 км).
На зупинному пункті зупиняються приміські поїзди.